# Prairie Grove (Illinois)
Prairie Grove è un villaggio degli Stati Uniti d'America, situato nello Stato dell'Illinois, nella contea di McHenry.